# 牛津國家人物傳記大辭典
牛津國家人物傳記大辭典（Oxford Dictionary of National Biography），牛津大學出版社出版，
收錄記載了58,000多位英國歷史名人傳記，是重要的英國人物傳記參考工具書。原稱「國家人物傳記大辭典」（The Dictionary of National Biography），初版早於1885年發行，以後不斷更新改版。2004年9月23日，改名為牛津國家人物傳記大辭典出版，共60冊，並推出網上版，內容每年一月、五月和九月更新。